# Böle (Szwecja)
Böle – miejscowość (tätort) w Szwecji, w regionie administracyjnym (län) Norrbotten, w gminie Piteå.
Według danych Szwedzkiego Urzędu Statystycznego liczba ludności wyniosła: 344 (31 grudnia 2015), 352 (31 grudnia 2018) i 341 (31 grudnia 2019).